# ابوالعباس مروزی
اَبوالْعَبّاسِ مَرْوَزی یا عباس مروزی، از شاعران خراسان که به گفتهٔ محمد عوفی نخستین شاعر پارسی‌گوی بوده و در سدهٔ ۲ق/۸م در مرو می‌زیسته است. ابیاتی پراکنده از او در لغت فرس باقی مانده است.

## هویت
وی از بزرگ‌زادگان و دانشمندان آن دیار به شمار می‌رفته با ادب فارسی و عربی آشنایی کامل داشته‌است. جلال‌الدین سیوطی از نخستین شاعر فارسی‌زبان با عنوان ابوالعباس بن‌خرد مروزی یاد می‌کند و خوانساری او را ابوالعباس بن‌جبود مروزی می‌خواند. منبع سخن سیوطی مشارب التجارب «ابوالحسن بستی» است و برخی از محققان احتمال داده‌اند که ابوالحسن بستی از مؤلفان نزدیک به زمان ابوالعباس بوده باشد، اما تحقیقات محمد قزوینی نشان می‌دهد که مشارب التجارب و غوارب الغرائب، از «ابوالحسن علی بن‌زید بیهقی» و ذیلی بر تاریخ یمینی بوده‌است.
دهخدا، بعید نمی‌داند که ابوالعباس مروزی و ابوالعباس عباسی یکی باشند. واسیلی بارتولد، ابوالینبغی عباس بن‌طرخان را همان ابوالعباس مروزی دانسته و یان ریپکا نظر او را تأیید می‌کند، اما صادقی پذیرفتن نظر بارتولد را با توجه به اینکه عباس بن‌طرخان از اطرافیان برمکیان بوده و در بغداد می‌زیسته‌است، مشکل می‌داند.
سیوطی از دو ابوالعباس مروزی یاد کرده‌است: یکی را - با همان عنوان که ذکر شد - نخستین شاعر پارسی‌سرای دانسته و دیگری را - با عنوان ابوالعباس قاسم بن‌مهدی مروزی سیاری - فقیه، محدث، صوفی خوانده و اولین کسی دانسته که در مرو در احوال صوفیه سخن گفته‌است. برخی از محققان معاصر مانند ذبیح‌الله صفا و سعید نفیسی، این دو را یک تن پنداشته‌اند، در حالی که ابوالعباس فقیه و صوفی، همان ابوالعباس سیاری است که در ۳۴۲ق/۹۵۳م، در مرو درگذشته‌است.

## شعر
محمد عوفی ۴ بیت از قصیدهٔ ابوالعباس در مدح مأمون عباسی را ثبت کرده‌است:
| ای رسانیده به دولت فرق خود تا فرقدین      |  | گسترانیده به جود و فضل در عالم بدین       |
| مر خلافت را تو شایسته چو مردم دیده را     |  | دین یزدان را تو بایسته چو رخ را هر دو عین |
| کس براین‌منوال پیش از من چنین شعری نگفت    |  | مر زبان پارسی را هست با این نوع بین       |
| لیک زان گفتم من این مدحت تو را تا این لغت |  | گیرد از مدح و ثنای حضرت تو زیب و زین      |

اندکی تأمل در سبک و سیاق بیان این ابیات، صحت قول عوفی را در انتساب این اشعار به شاعری از سدهٔ ۲ق مورد تردید قرار می‌دهد، زیرا واژگان و ترکیب کلام این ابیات به هیچ روی با اشعار بازمانده از سده‌های ۲ و ۳ق همخوانی ندارد و بیشتر به قصاید دوره‌های بعد می‌ماند. انتساب این اشعار به شاعری در اواخر سدهٔ ۲ق نظرهای مختلفی را در میان محققان معاصر برانگیخته‌است. از یک سو، بیبرشتاین کازیمیرسکی کثرت واژگان عربی و آوردن مترادف را دلیلی بر آن می‌داند که این ابیات به سدهٔ ۷ یا ۸ق تعلق دارد؛ از سوی دیگر، جلال‌الدین همایی فراوان کلمات عربی را با توجه به این‌که شاعر ذواللسانین بوده و شعر را برای ممدوحی عرب‌زبان سروده‌است، طبیعی می‌شمارد.
ریپکا معتقد است که اصل این اشعار متعلق به سدهٔ ۲ ق بوده و با دگرگونی زبان و موازین شعر فارسی در دوره‌های بعد تغییر یافته و به این صورت درآمده‌است، اما به نظر علی‌اشرف صادقی نمی‌توان پذیرفت که دستکاری و اصلاح کاتبان، شعری را تا این اندازه دگرگون کند و قبول این ابیات به عنوان اثری بازمانده از سدهٔ ۲ق نیز مشکل به نظر می‌رسد، اگر هم شاعری به نام ابوالعباس یا عباس مروزی در هنگام ورود مأمون عباسی به مرو برای او قصیدهای سروده باشد، شعر او از میان رفته‌است.
از منابع موجود، تنها رضاقلی‌خان هدایت به زمان مرگ ابوالعباس اشاره دارد و آن را در ۲۰۰ ق/۸۱۶م، دانسته‌است.
نمونه شعر او در لغت فرس: 
| زیغبافان را با وشی بافان ننهند |  | طبل زن را ننشانند بر رودنواز |

| ژاژ میخایم و ژاژم شده خشک |  | خارها دارد چون نوک بغاز |
| چون عقب بخشدی گزیت ببخش   |  | هم بده شعر نوت را بغیاز |

## پی‌نوشت
1. 1 2 3 4 5 6 7 8  «ابوالعباس مروزی»، کتابخانهٔ طهور[پیوند مرده]
2. ↑  «نسخه آرشیو شده». بایگانی‌شده از اصلی در ۵ سپتامبر ۲۰۱۸. دریافت‌شده در ۵ سپتامبر ۲۰۱۸.